# Gestion des risques sociétaux
La gestion des risques sociétaux est la politique adoptée pour la gestion des risques auxquels est exposée une collectivité voire une nation.
Une gestion des risques à l'échelle d'une collectivité présentent deux caractéristiques atypiques :
- L'échelle de temps qui doit être considérée est typiquement séculaire (au contraire des entreprises où elle est plus couramment annuelle).
- L'enjeu majeur est la détection, le plus en amont possible, à partir de signaux faibles qu'il faut savoir lire, des risques émergents associé à l'évolution de la société et de son environnement.

De ce fait, les risques traités (santé publique, risque sismique, tension sociale...) sont généralement très éloignés des préoccupations quotidiennes de la collectivité, qui ne les perçoit qu'à travers les crises qu'ils peuvent engendrer.

## Politique publique de gestion de risque

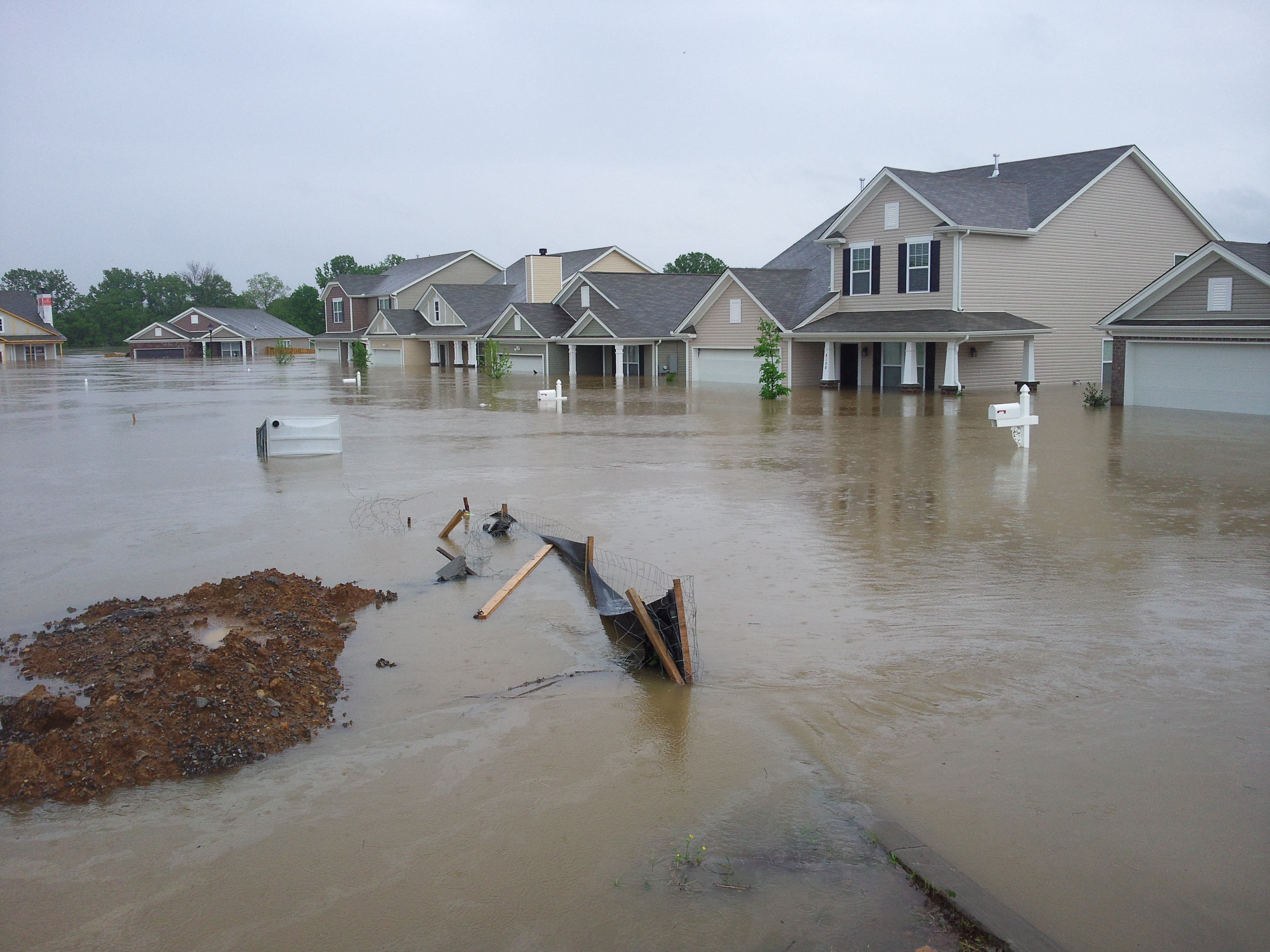
Signal d'alerte : Sommes-nous prêts pour la crue centennale ?

Pour enclencher une action, il faut identifier des signaux d’alarme face aux dangers, c'est une question d’information. Mais pour penser stratégie, la question est bien plus celle du tri comme des prises de responsabilité autour des informations jugées pertinentes. C'est une question de gestion intelligente de l’information, donc de gestion des savoirs (Jean-Yves Mercier, 2002). Parfois, les risques sont identifiés par des lanceurs d'alerte qui agissent à titre individuel. Comme il n'existe pas toujours de dispositif public de traitement des alertes (comme c'est le cas en France par exemple), les lanceurs d'alerte peuvent s'exposer aux représailles de leur hiérarchie lorsque des intérêts financiers sont en jeu.
De ce fait, si la création d’une cellule d’observatoire des risques est utile, elle ne sera pas suffisante. Il faut activer les réseaux de compétences disponibles. On parle alors d’espaces de gestion au sein desquels les éléments du réseau peuvent interagir. Ces espaces sont au nombre de cinq :

### Espace de réflexion et d’orientation
L’espace de réflexion et d’orientation est celui représenté par un observatoire du risque qui conduit l’ensemble de la démarche. Cet observatoire se veut un organe transversal, chargé dans un premier temps de diagnostiquer les risques éventuels vus depuis l’institution, puis de les organiser en grandes familles de préoccupations. À titre d’exemple, l’Observatoire du risque de Catalogne a choisi de concentrer son travail sur les risques de la circulation, du travail, de l’environnement, de santé publique, de rupture sociale et sur ceux liés à l’évolution du marché du travail (Albert Serra). Une fois ces orientations validées par le politique, l’observatoire devient un organe pilote.

### Espace de recensement de l’information

Information de base d'une politique publique : Zonage sismique de la France de 2011 (décret du 22 octobre 2010).

Autour de chaque axe de travail, des équipes de recensement de l’information sont constituées. Celles-ci sont idéalement liées au département touché par les risques qu’elles ont à détecter, tel que la santé publique. Leur travail s’effectue pas à pas par une suite de questionnements typiques de la gestion des connaissances (Gilbert Probst), questions que ces équipes approfondissent par diagnostic avec les spécialistes gravitant au sein comme autour de l’institution : ainsi, par exemple, quels signaux nous informent de la progression des dommages psychosociaux dans les entreprises ? comment les recenser alors que les liens entre travail et troubles psychosomatiques ne sont pas clairs? comment en analyser la pertinence ? comment en évaluer le coût ? À chaque étape, les résultats sont croisés entre équipes sous l’égide de l’Observatoire du risque pour favoriser l’apprentissage mutuel autour de ces questions nouvelles.

### Espace de traitement collectif des signaux
Parallèlement, des groupes de projets transversaux entre thèmes et départements sont créés pour organiser le traitement collectif de l’information collectée par ces différentes équipes. Quels outils statistiques communs sont nécessaires ? Quel instrument informatique peut permettre d’accéder aux données et de les enrichir ? Et comment structurer la base générale des connaissances ? Des enseignements récents prouvent que l’instrument informatique est extrêmement structurant pour les échanges de savoir. Comme l’information est difficile à cerner, l’idée est ici de bâtir un outil a posteriori, en fonction des situations rencontrées dans l’approfondissement des différents types de risque.

### Espaces de tri individuel de l’information potentielle
La question est ensuite de nourrir cet ensemble qui s’institutionnalise peu à peu. C’est donc le rôle d’animateurs de forums du risque de soutenir le tri individuel de l’information potentielle en structurant des espaces de dialogue, que ce soit via Intranet ou via workshops par exemple. Comme nous créons ou percevons régulièrement de nouveaux risques (Michel Serres), le but en est à la fois de repérer les récurrences de signaux non encore connus – c’est la dimension de fréquence, comme dans le cas des risques psychosociaux – comme ceux plus épars qui semblent toucher un sujet à l’impact potentiel important – c’est le critère de gravité, comme dans le cas de l’ESB. Il ne s’agit pas ici de créer un filtre à l’information, mais au contraire de lui donner un canal qui ôte toute validité à la déresponsabilisation individuelle. Ces animateurs de réseau sont répartis dans l’organisation autour des familles de risques mises en évidence par l’Observatoire.

### Espace de décision

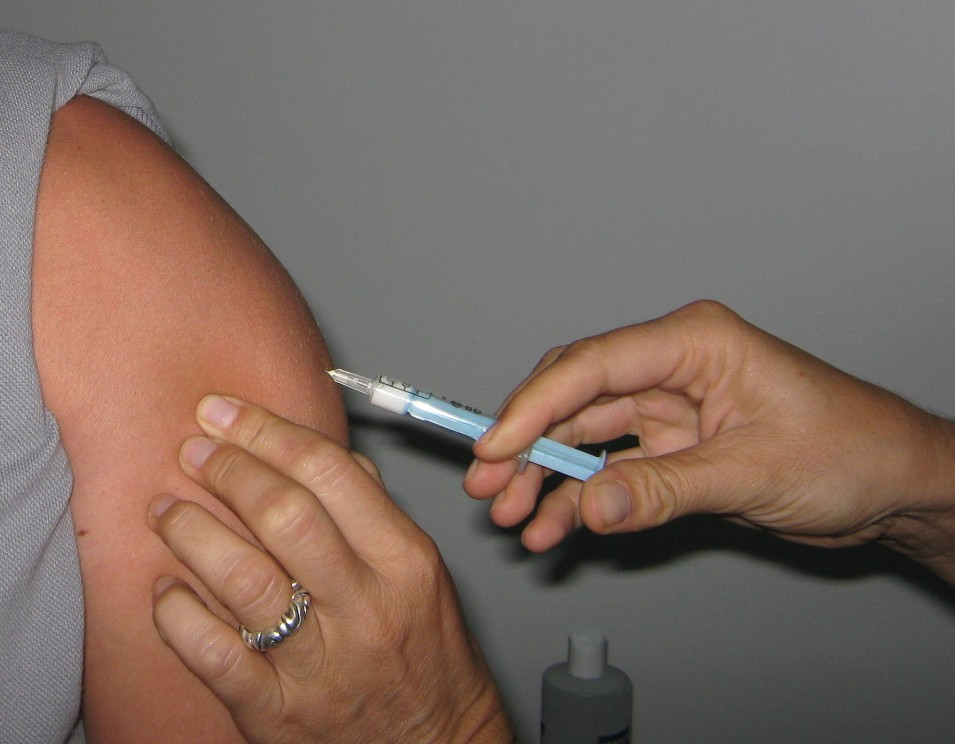
Exemple de politique publique de réduction de risque : la vaccination obligatoire.

Équipes thématiques, groupes de projets de traitement du savoir, animateurs de forums du risque, tous ces outils ne fonctionnent que de concert, sous l’égide de l’Observatoire déjà mentionné. Mais encore une fois, celui-ci n’est pas organe responsable. Il est simplement un facilitateur du réseau d’informations. Il a donc aussi pour rôle de centraliser les questions susceptibles de nécessiter traitement du risque, et d’identifier le niveau de responsabilité adéquat. Le problème avec les risques émergents est finalement de créer les espaces de décision et de responsabilité collective (Anthony Giddens). C’est à l’Observatoire de proposer les bonnes constellations aux dirigeants de l'entreprise ou de l'institution. Et c’est là que se situe la vraie responsabilité de ces derniers, non dans le fait d’assumer tout le poids de l’inconnu, mais de structurer et d’octroyer un budget à une cellule de gestion d’un nouveau risque encore flou mais identifié.